# Classe ATC N05
La classe ATC N05, dénommée « Psycholeptiques », est un sous-groupe thérapeutique de la classification anatomique, thérapeutique et chimique, développée par l'OMS pour classer les médicaments et autres produits médicaux. La classe ATC vétérinaire correspondante dans la classification ATCvet est QN05. Le sous-groupe présenté ici est celui établi par l'OMS, et peut donc différer des versions dérivées utilisées dans certains pays. Il fait partie du groupe anatomique N de la classification, intitulé « Système nerveux ».

## N05A Antipsychotiques

### N05AA Phénothiazines à chaîne latérale aliphatique
N05AA01 Chlorpromazine
N05AA02 Lévomépromazine
N05AA03 Promazine
N05AA04 Acépromazine
N05AA05 Triflupromazine
N05AA06 Cyamémazine
N05AA07 Chlorproéthazine

### N05AB Phénothiazines à structure de pipérazine
N05AB01 Dixyrazine
N05AB02 Fluphénazine
N05AB03 Perphénazine
N05AB04 Prochlorpérazine
N05AB05 Thiopropazate
N05AB06 Trifluopérazine
N05AB07 Acétophénazine
N05AB08 Thiopropérazine
N05AB09 Butapérazine
N05AB10 Pérazine

### N05AC Phénothiazines à structure de pipéridine
N05AC01 Périciazine
N05AC02 Thioridazine
N05AC03 Mésoridazine
N05AC04 Pipotiazine

### N05AD Dérivés du butyrophénone
N05AD01 Halopéridol
N05AD02 Triflupéridol
N05AD03 Melpérone
N05AD04 Mopérone
N05AD05 Pipampérone
N05AD06 Brompéridol
N05AD07 Benpéridol
N05AD08 Dropéridol
N05AD09 Fluanisone
N05AD10 Lumatépérone
QN05AD90 Azapérone

### N05AE Dérivés de l'indole
N05AE01 Oxypertine
N05AE02 Molindone
N05AE03 Sertindole
N05AE04 Ziprasidone
N05AE05 Lurasidone

### N05AF Dérivés du thioxanthène
N05AF01 Flupentixol
N05AF02 Clopenthixol
N05AF03 Chlorprothixène
N05AF04 Thiothixène
N05AF05 Zuclopenthixol

### N05AG Dérivés de la diphénylbutylpipéridine
N05AG01 Fluspirilène
N05AG02 Pimozide
N05AG03 Penfluridol

### N05AH Diazépines, oxazépines, thiazépines et oxépines
N05AH01 Loxapine
N05AH02 Clozapine
N05AH03 Olanzapine
N05AH04 Quétiapine
N05AH05 Asénapine
N05AH06 Clotiapine

### QN05AK Neuroleptiques, dans ladyskinésie tardive
Vide.

### N05AL Benzamides
N05AL01 Sulpiride
N05AL02 Sultopride
N05AL03 Tiapride
N05AL04 Rémoxipride
N05AL05 Amisulpride
N05AL06 Véralipride
N05AL07 Lévosulpiride

### N05AN Lithium
N05AN01 Lithium

### N05AX Autres antipsychotiques
N05AX07 Prothipendyl
N05AX08 Rispéridone
N05AX10 Mosapramine
N05AX11 Zotépine
N05AX12 Aripiprazole
N05AX13 Palipéridone
N05AX14 Ilopéridone
N05AX15 Cariprazine
N05AX16 Brexpiprazole
N05AX17 Pimavansérine
QN05AX90 Ampérozide

## N05B Anxiolytiques

### N05BA Dérivés des benzodiazépines
N05BA01 Diazépam
N05BA02 Chlordiazépoxide
N05BA03 Médazépam
N05BA04 Oxazépam
N05BA05 Clorazépate dipotassique
N05BA06 Lorazépam
N05BA07 Adinazolam
N05BA08 Bromazépam
N05BA09 Clobazam
N05BA10 Kétazolam
N05BA11 Prazépam
N05BA12 Alprazolam
N05BA13 Halazépam
N05BA14 Pinazépam
N05BA15 Camazépam
N05BA16 Nordazépam
N05BA17 Fludiazépam
N05BA18 Loflazépate d'éthyle
N05BA19 Étizolam
N05BA21 Clotiazépam
N05BA22 Cloxazolam
N05BA23 Tofisopam
N05BA24 Bentazépam
N05BA56 Lorazépam, associations

### N05BB Dérivés du diphénylméthane
N05BB01 Hydroxyzine
N05BB02 Captodiame
N05BB51 Hydroxyzine, associations

### N05BC Carbamates
N05BC01 Méprobamate
N05BC03 Émylcamate
N05BC04 Mébutamate
N05BC51 Méprobamate, associations

### N05BD Dérivés du dibenzo-bicyclo-octadiène
N05BD01 Benzoctamine

### N05BE Dérivés de l'azaspirodécanedione
N05BE01 Buspirone

### N05BX Autres anxiolytiques
N05BX01 Méphénoxalone
N05BX02 Gédocarnil
N05BX03 Étifoxine
N05BX04 Fabomotizole
N05BX05 Lavandulae aetheroleum

## N05C Hypnotiques et sédatifs

### N05CA Barbituriques, seuls
N05CA01 Pentobarbital
N05CA02 Amobarbital
N05CA03 Butobarbital
N05CA04 Barbital
N05CA05 Aprobarbital
N05CA06 Sécobarbital
N05CA07 Talbutal
N05CA08 Vinylbital
N05CA09 Vinbarbital
N05CA10 Cyclobarbital
N05CA11 Heptabarbital
N05CA12 Reposal
N05CA15 Méthohexital
N05CA16 Hexobarbital
N05CA19 Thiopental
N05CA20 Étallobarbital
N05CA21 Allobarbital
N05CA22 Proxibarbal

### N05CB Barbituriques, associations
N05CB01 Associations de barbituriques
N05CB02 Barbituriques en association avec d'autres médicaments

### N05CC Aldéhydes et dérivés
N05CC01 Hydrate de chloral
N05CC02 Chloralodol
N05CC03 Acétylglycinamide chloral hydrate
N05CC04 Dichloralphénazone
N05CC05 Paraldéhyde

### N05CD Dérivés des benzodiazépines
N05CD01 Flurazépam
N05CD02 Nitrazépam
N05CD03 Flunitrazépam
N05CD04 Estazolam
N05CD05 Triazolam
N05CD06 Lormétazépam
N05CD07 Témazépam
N05CD08 Midazolam
N05CD09 Brotizolam
N05CD10 Quazépam
N05CD11 Loprazolam
N05CD12 Doxéfazépam
N05CD13 Cinolazépam
QN05CD90 Climazolam

### N05CE Dérivés du pipéridinédione
N05CE01 Glutéthimide
N05CE02 Méthyprylon
N05CE03 Pyrithyldione

### N05CF Médicaments apparentés aux benzodiazépines
N05CF01 Zopiclone
N05CF02 Zolpidem
N05CF03 Zaleplon
N05CF04 Eszopiclone

### N05CH Récepteurs agonistes de la mélatonine
N05CH01 Mélatonine
N05CH02 Rameltéon
N05CH03 Tasimeltéon

### N05CM Autres hypnotiques et sédatifs
N05CM01 Méthaqualone
N05CM02 Clométhiazole
N05CM03 Bromisoval
N05CM04 Carbromal
N05CM05 Scopolamine
N05CM06 Propiomazine
N05CM07 Triclofos
N05CM08 Ethchlorvynol
N05CM09 Valériane
N05CM10 Hexapropymate
N05CM11 Bromures
N05CM12 Apronal
N05CM13 Valnoctamide
N05CM15 Méthylpentynol
N05CM16 Niaprazine
N05CM18 Dexmédétomidine
N05CM19 Suvorexant
QN05CM90 Détomidine
QN05CM91 Médétomidine
QN05CM92 Xylazine
QN05CM93 Romifidine
QN05CM94 Métomidate

### N05CX Hypnotiques et sédatifs en associations, sans barbituriques
N05CX01 Méprobamate, associations
N05CX02 Méthaqualone, associations
N05CX03 Méthylpentynol, associations
N05CX04 Clométhiazole, associations
N05CX05 Émépronium, associations
N05CX06 Dipipéronylaminoéthanol, associations